# لوکت (ناحیه سوکولوف)
لوکت (به چکی: Loket) یک منطقهٔ مسکونی و شهرستان دارای شهرک سابقاً روستا در جمهوری چک است که در ناحیه سوکولوو واقع شده‌است.
 لوکت  ۳٬۱۷۷ نفر جمعیت دارد.

## خواهرخوانده
شهر ایلرتیسن خواهرخواندهٔ لوکت (ناحیه سوکولوف) هست.